# Druipkaars

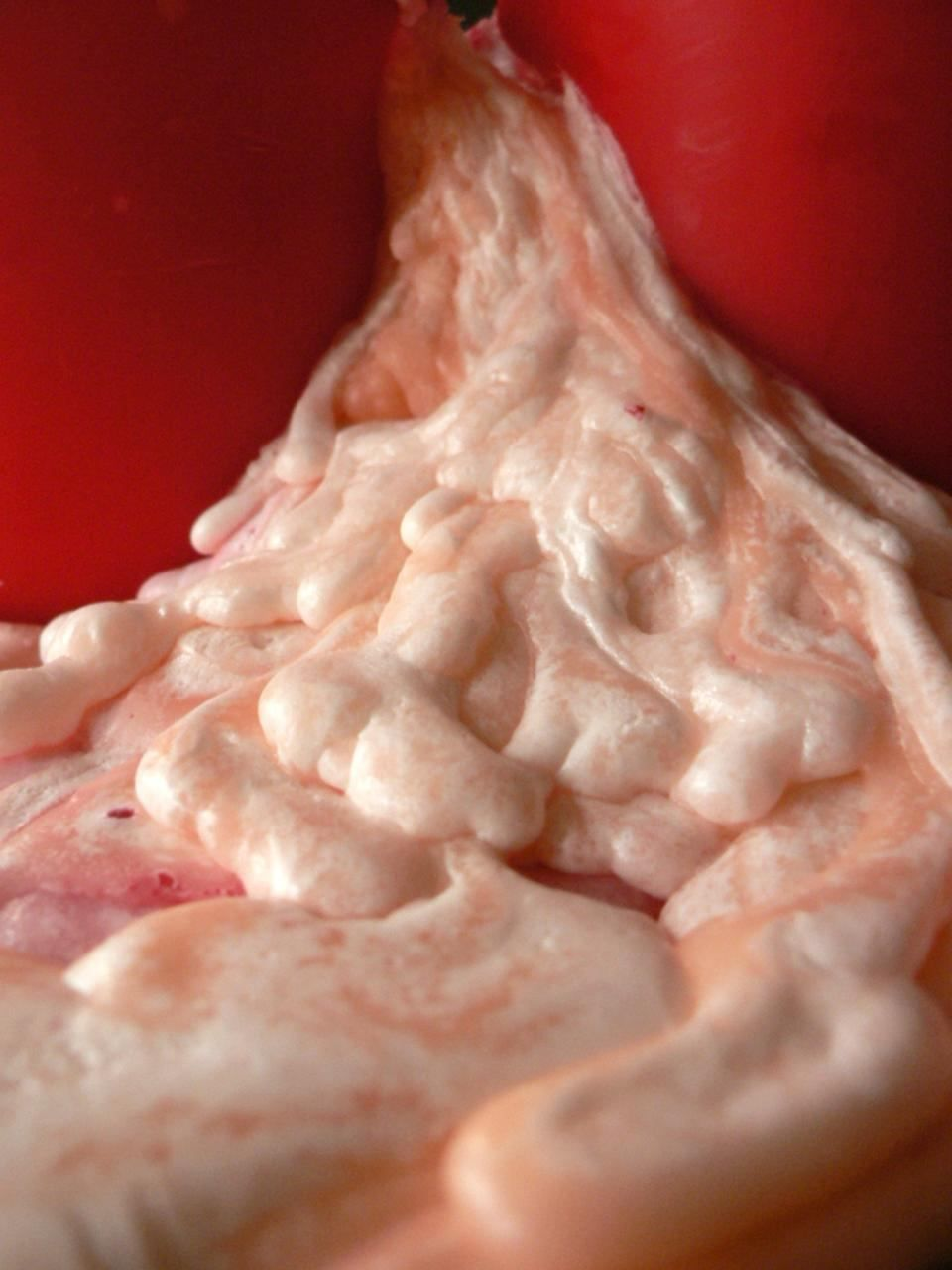
Kaarsvet dat uit een kaars druipt

Een druipkaars is een kaars waarbij het smeltende kaarsvet langs de kaars druipt, waardoor een laag gestold kaarsvet de vorm van de kaars bepaalt.
Druipkaarsen worden tegenwoordig speciaal geproduceerd, waarbij het decoratieve effect van het druipen opzettelijk versterkt wordt door het toevoegen van kleurstoffen. Het kaarsvet druipt uit het pitkuiltje doordat de kaars geribbeld is en onregelmatig van oppervlak. Het druipen neemt toe naarmate de druipkaars meer op de tocht staat of anderszins te maken heeft met luchtverplaatsing.

## Voorgeschiedenis
In vroeger eeuwen plachten kaarsen veel te druipen. Ze waren meestal smeerkaarsen gemaakt van dierlijk vet. Die waren vaak al enigszins gebogen en kromden nog verder als de kaars verhit raakte, wat het druipen sterk bevorderde. Kandelaars hadden een verbrede rand om het vet op te vangen zodat het weer gebruikt kon worden. Minder zuinige huishoudens staken een kaars wel in een fles. De zijkanten daarvan raakten al snel bedekt door grillige druipsels van kaarsvet. In het midden van de negentiende eeuw werden kaarsen uitgevonden op basis van stearine en paraffine. Die werden machinaal geperst, wat een perfect rechte en symmetrische vorm opleverde. De kern van de kaars werd bedekt door een hardere laag, zodat het gesmolten vet bewaard bleef in een kuiltje en efficiënt verbrand kon worden, wat de brandduur verlengde. Het druipen werd dus opzettelijk tegengegaan, iets waarmee de fabrikanten ook reclame maakten.

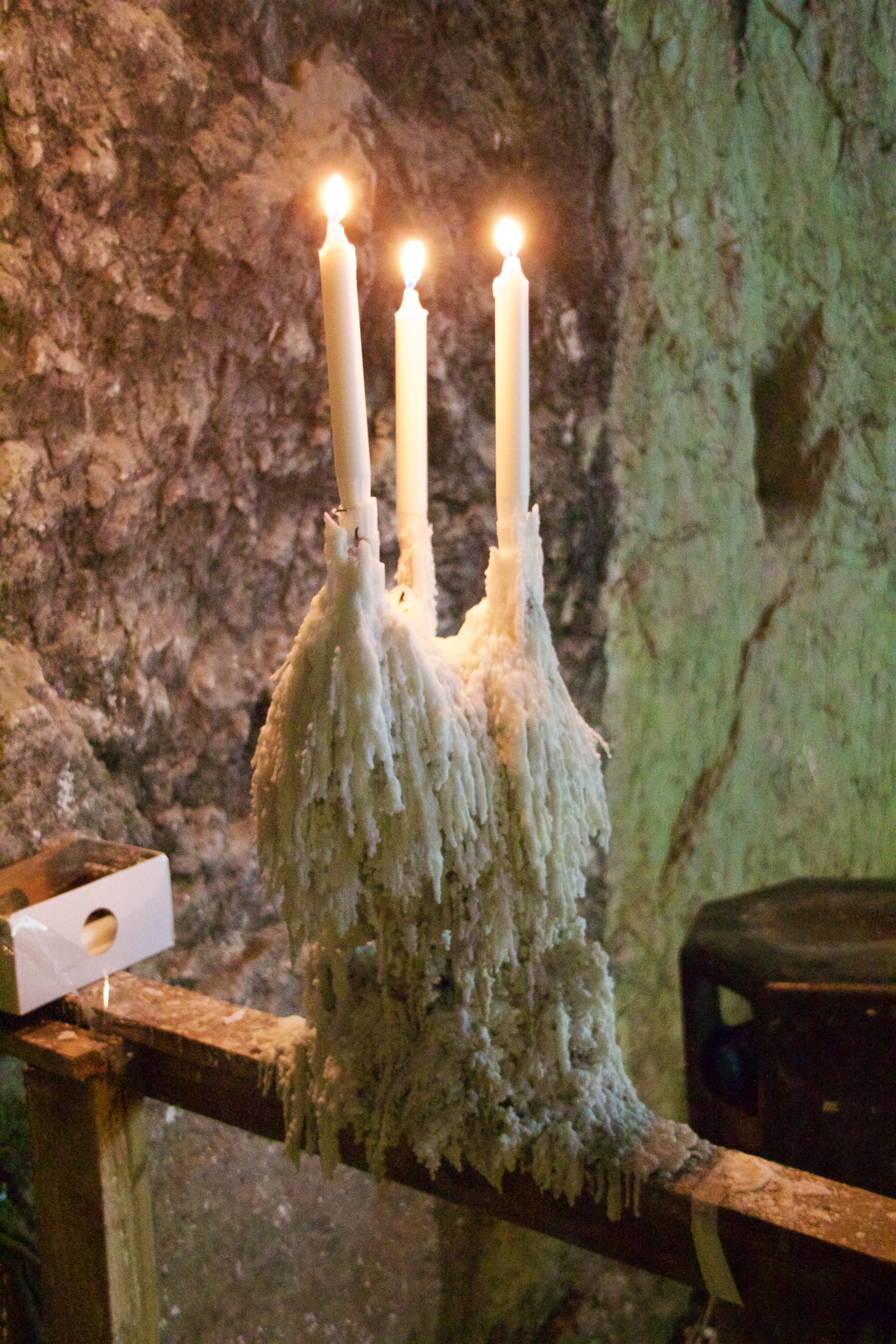
Druipsels werden als romantisch ervaren

De technologische perfectie van de nieuwe kaarsen werd echter niet door een ieder gewaardeerd. Er kwam een nostalgisch verlangen op naar de oude druipkaars met zijn romantische grillige vorm. Al tegen het eind van de negentiende eeuw begonnen mensen moderne kaarsen, geplaatst in flessen, opzettelijk in te kerven zodat ze juist meer dropen. De industriële productie had ook kleurkaarsen opgeleverd en die werden nu als druipkaars gebruikt om de fles met kleurige was te bedekken. Al in 1871 werd in Engeland patent aangevraagd voor een kaars waarvan de pit met  aniline doordrenkt was zodat de druipsels een decoratief andere kleur hadden dan de buitenkant.

## De moderne kleurendruipkaars
In het midden van de twintigste eeuw, toen de kaarsenfabrikanten productinnovatie toepasten om de sterk verminderde afzet door de opkomst van de gloeilamp te compenseren, begon de industrie op deze trend in te spelen door speciale druipkaarsen te produceren. De eerste waren wit maar daarna werden ook kleuren toegevoegd, in het begin in één tint. In het Engels heetten die colo(u)r drip candles. Op 13 maart 1945 vroeg de Amerikaan Lester F. Wilson patent aan op zijn veelkleurige Magi-Color die al snel geïmiteerd werd. In de jaren zestig en zeventig waren veelkleurige druipkaarsen een rage. Het druipen wordt bevorderd door het gebruik van een dunne pit die voorkomt dat het meeste vet opgezogen en verbrand wordt. Wilson bracht de gekleurde was direct op de pit aan, maar bij latere fabrikanten werd de kaars typisch opgebouwd uit drie lagen. Binnenin zit een zachtere kern van wit paraffine. Daaromheen bevindt zich een dunne laag van paraffine gemengd met een hoge concentratie aan kleurstof, de zogenaamde "moederkleur". De buitenkant bestaat uit een wat dikkere laag hardere brosse paraffine met een zeer onregelmatig oppervlak. Het is deze laag die het druipen teweegbrengt. Het gesmolten vet uit het kuiltje breekt plotseling door een zwakke plek heen en stroomt naar beneden. Door de daling van het kaarsvet in het kuiltje wordt de vlam van de pit groter wat de uitstroom nog verhoogt. Dikkere gedeelten van de buitenmantel blijven langer bewaard, steken boven de vlam uit en zorgen door dan toch te smelten voor een snelle toeneming van het smeltvet wat weer een doorbraak veroorzaakt. De oplossende kleurstoflaag kleurt ondertussen in wisselende concentraties het vet van de kern. De kleurstoflaag is verticaal opgebouwd in kleurringen. De bovenste ring is typisch rood en daarop volgen acht lagere ringen in geel, groen, blauw, paars, rood, geel, groen, blauw en indigo. Wilson werkte oorspronkelijk in vijf lagen: rood, blauw, geel, groen en oranje. De kleurringen hebben een hoger smeltpunt zodat de kleuren elkaar niet besmetten nog voor ze hun kleurstof kunnen afgeven aan het smeltkuiltje. Door de hoogte van de kaars zullen de eerste afdruipsels de standaard of fles meestal niet bereiken en zich op de buitenmantel opbouwen, waar ze gemakkelijk blijven hangen doordat die zo onregelmatig van oppervlak is. Smelten ze daarna alsnog, dan wordt het smeltvet in allerlei mengtinten gekleurd. Dat er van paars en indigo maar één ring is, vormt een opzettelijke conditionering; de koper zal dat als een speciale kleur ervaren. Doordat er veel kaarsvet wegstroomt, is de brandduur van een druipkaars gering, ongeveer een uur. Wilson wilde een "magisch" verrassingseffect bereiken met een dikke mantel om de gekleurde pit zodat de kleuren verborgen bleven. De kleurstoffen "bloedden" desalniettemin al snel door de buitenmantel heen. Hij experimenteerde ook met het toepassen van pigmenten in plaats van kleurstoffen, in de hoop dat metaalzouten de vlam dezelfde kleur zouden geven als de wegstromende was. Dat effect werd echter niet consistent bereikt.
De in de jaren zestig geproduceerde klassieke druipkaarsen, waarvan het type nog steeds verkrijgbaar is, hadden zekere beperkingen. Door de witte binnenkern kregen de kleuren nooit een hoge verzadiging; de was had altijd min of meer een pasteltint. Ondanks de mengeffecten was het kleurengamma beperkt. Doordat de koele tinten lager lagen en dus een grotere kans hadden de fles te bereiken, werd het eindresultaat steeds overheerst door een blauwgroene kleurstelling. De gebruikers pasten verschillende methoden toe om die beperkingen te overwinnen. Het was mogelijk om bij geprefereerde rode, gele en paarse kleurringen de vlam met extra kaarsvet te voeden zodat de afgezette massa voor een groter deel uit de gewenste tinten bestond. Men maakte ook zelf druipkaarsen door een gewone witte paraffinekaars met waskrijt of oliepastel op de buitenkant van kleurringen te voorzien. Dat breidde het aantal beschikbare tinten aanzienlijk uit en leverde ook fellere kleuren op. Een snelle methode om een bepaalde tint overheersend te maken was het voeden van de vlam met kleurkaarsen.
In het begin van de eenentwintigste eeuw werd de druipkaars weer populair en verbeterden de fabrikanten hun producten om tegemoet te komen aan de kennelijke wensen van het publiek. De klassieke kaars werd aangepast door fellere tinten en een grovere of juist gladdere buitenlaag. Bepaalde producenten brengen in een groot kleurengamma uniform gekleurde druipende kleurkaarsen van één tint op de markt, waarbij het druipeffect vergroot wordt door een afschuining van de kaarstop en een excentrische plaatsing van de pit. Andere moderne druipkaarsen hebben verticaal lopende kleursectoren zodat ook de fles een radiaal kleurpatroon zal gaan tonen. Er bestaan ook druipkaarsen met een kruisend patroon van kleurlagen om de kaars op zich al decoratief te maken. Sommige kaarsen hebben om extra te druipen twee pitten.

## Drager
De traditionele drager van het kaarsvet is een wijnfles. De bolling daarvan is geschikt om de was op te vangen en de meestal groene of bruine kleur van het glas vormt een neutrale, wat donkerder, ondergrond waartegen de lichtere kleuren van de druipsels harmonieus afsteken. Voor een betere hechting wordt de fles, vooral de onderste zijkanten, vaak vooraf zijdelings bedruipt met wit kaarsvet. Tegenwoordig worden ook speciale standaarden voor druipkaarsen verkocht, meestal met een conische vorm en een bladvormige oppervlaktestructuur. Als de drager vele malen bedruipt wordt, kan zich een aanzienlijke opbouw van was voordoen, in zodanige mate dat men verdere kaarsen direct op de berg kaarsvet plant. In de Verenigde Staten van Amerika noemt men dat een candle mountain en wedijveren sommigen om een zo hoog mogelijke structuur op te richten.

## Conservering
De conservering van bedropen dragers is op zich goed. De paraffine is vrijwel inert. De hechting op de drager verslechtert niet. De druipsels kunnen de normale wisselingen in kamertemperatuur volgen zonder te barsten of van elkaar los te komen. De structuur van een druipkaars is echter inherent gevoelig voor schokken. Een glazen drager kan breken en druipsels kunnen eenvoudig afbreken. Het grootste probleem is verkleuring. De anilinekleurstoffen die in traditionele druipkaarsen gebruikt worden, zijn notoir slecht lichtecht. Hoewel ze tegen de werking van licht beschermd worden door de was zullen ze al na enkele maanden zichtbaar in verzadiging verminderen. Na verloop van jaren zullen ze goeddeels geheel verbleken. De resterende paraffine vergeelt intussen sterk. Met behulp van waskrijt of oliepastel zelf gemaakte druipkaarsen tonen dit euvel veel minder omdat de daarin verwerkte kleurstoffen of pigmenten zeer veel lichtechter zijn.